# Matt Cardle
Matthew Sheridan "Matt" Cardle sinh ngày 15 tháng 4 năm 1983, là một tay chơi guitar, ca sĩ và kiêm luôn nhạc sĩ người Anh, anh nổi tiếng sau chiến thắng của mình tại cuộc thi The X-Factor đợt thứ 7, năm 2010. Và cũng nhờ vào chiến thắng này của mình mà anh đã nhận được lời mời thu âm 1 triệu bản và single "When We Collide" (của album Letters) đã ra mắt khán giả ngay sau chiến thắng của anh, với single này, anh đã bán được 439,000 bản vào ngay tuần đầu tiên ra mắt, và lấy đà để vươn lên vị trí số một trên bảng xếp hạng vào dịp Giáng Sinh ở Anh.

## Cuộc sống
Matt sinh ra tại Southampton, Hampshire, bố mẹ là ông bà David và Jennifer Cardle vào ngày 15 tháng 4 năm 1983. Anh có một anh trai tên là Dominic và bốn anh em khác đó là Julian, Ben, Rob và Tom. Khi anh ấy vào cấp I thì gia đình chuyển lên Bristol, và khi lên 5 thì họ lại chuyển tới Essex. Anh đã vào học ở trường Đại học độc lập Stoke ở Suffolk, rồi sau đó là trường Đại học Sixth Form ở Colchester. Sau này, anh làm thêm một số công việc như thợ hồ, đưa thư, giao sữa và dạo gần đây anh còn làm thêm công việc họa sĩ trang trí nhà. Năm 2005, anh tham gia vào ban nhạc alternative rock / pop tên là Darwyn và ghi âm album When You Wake gồm 11 bản nhạc và album mở rộng EP Little Sunlight vào năm 2006. Sau đó anh đi hát song ca cùng với Ali McMillan tại nhiều địa điểm gần Essex và Suffolk. Năm 2009, anh trở thành ca sĩ hát chính đồng thời kiêm chơi guitar cho 1 ban nhạc tên là Seven Summers. Ban nhạc đã ra mắt album mang tên chính mình vào ngày 22 tháng 1 năm 2010 và đã hát live trực tiếp trên sóng radio ở chương trình Sue Marchant của đài BBC vào ngày 8 tháng 12 năm 2009.

## The X Factor 2010
Vào năm 2010, Matt đăng ký thử sức với trò chơi The X Factor đợt thứ 7 với bài hát "You Know I'm No Good" của cố ca - nhạc sĩ tài năng Amy Winehouse. Trong suốt quá trình thi, anh đã được Dannii Minogue cố vấn và hướng dẫn; vào ngày 12 tháng 12 năm 2010, sau khi nhận được 44.61% tổng số phiếu bầu, anh đã đăng quang trở thành người chiến thắng. Với chiến thắng này, anh đã nhận được một hợp đồng ghi âm trị giá lên đến 1 triệu euro.
Bên dưới là bảng tóm tắt quá trình thi của Matt trong The X Factor 2010:
| Tuần thứ          | Bài hát được chọn                     | Chủ đề                      | Kết quả     |
| ----------------- | ------------------------------------- | --------------------------- | ----------- |
| Thử giọng         | "You Know I'm No Good"                | Tự chọn                     | Được chọn   |
| Trại thi          | "The First Time Ever I Saw Your Face" | Free choice (no theme)      | An toàn     |
| Tại nhà giám khảo | "If I Were a Boy"                     | Tự chọn                     | An toàn     |
| Tuần 1            | "When Love Takes Over"                | Number-ones                 | An toàn     |
| Tuần 2            | "Just the Way You Are"                | Musical heroes              | An toàn     |
| Tuần 3            | "...Baby One More Time"               | Guilty pleasures            | An toàn     |
| Tuần 4            | "Bleeding Love"                       | Halloween                   | An toàn     |
| Tuần 5            | "The First Time Ever I Saw Your Face" | American anthems            | An toàn     |
| Tuần 6            | "Goodbye Yellow Brick Road"           | Bài hát của Elton John      | An toàn     |
| Tuần 7            | "Come Together"                       | Bài hát của The Beatles     | An toàn     |
| Tuần 8            | "I Love Rock 'n' Roll"                | Rock                        | An toàn     |
| Tuần 8            | "Nights in White Satin"               | Rock                        | An toàn     |
| Bán kết           | "You Got the Love"                    | Club classics               | An toàn     |
| Bán kết           | "She's Always a Woman"                | "Get me to the final songs" | An toàn     |
| Chung kết         | "Here with Me"                        | Tự chọn                     | An toàn     |
| Chung kết         | "Unfaithful" (song ca cùng Rihanna)   | Celebrity duet              | An toàn     |
| Chung kết         | "Firework"                            | Tự chọn                     | An toàn     |
| Chung kết         | "When We Collide"                     | Bài hát chiến thắng         | Chiến thắng |

## Sự nghiệp (sau The X Factor)

### 2011 – 2012:Letters

Bìa Đĩa Album Letters

Ngày 12 tháng 12 năm 2010, single mở đường cho album "Letters" dự định sẽ được phát hành vào khoảng cuối năm 2011 và cũng là single kỉ niệm chiến thắng của Matt tại The X Factor đó là "When We Collide" đã được phát hành.
Bài hát này là một bản cover lại của bài hát "Many of Horror" của ban nhạc Alternative Rock Biffy Clyro năm 2010. Single nhanh chóng trở thành "hit" đứng đầu bảng xếp hạng Anh quốc và là bài hát số một dịp Giáng Sinh. Sau đó đĩa đơn này lại lập thêm thành tích đó là trở thành single bán chạy nhất nhì năm 2010 với gần 815,000 bản copy.
Sau khi nhử các fan bằng single "Run For Your Life" vừa được bung ra hồi ngày 5 tháng 9 năm 2011 vừa rồi, và qua nhiều tháng ngày chăm chút cho "đứa con đầu lòng" Letters để có thể được "mẹ tròn con vuông" vào ngày trọng đại, thì ngày 14 tháng 10 năm 2011 vừa qua, Matt đã cho ra mắt các fan hâm mộ album Letters. Album này thuộc thể loại Rock, Pop rock, và Alternative Rock và do các hãng đĩa nổi tiếng như Syco Music, Sony Music, và Columbia tài trợ.
Single thứ hai tên là "Starlight" được phát hành vào ngày 4 tháng 12 năm 2011. Single này dự định sẽ là single mở đường cho album trước khi bài hát "Run For Your Life" được gửi đến Matt, và đã được các fan của anh cũng như các nhà báo đánh giá tốt.

### 2012 – 2013:The Fire

Bìa Đĩa Album The Fire

Vào ngày 20 tháng 5 năm 2012, Matt đã chia sẻ trên trang Twitter cá nhân rằng anh đã tách khỏi hãng đía Columbia. Vào tháng 10 năm 2012, Matt đã giải thích lý do anh rời bỏ Sony là bởi vì anh bị phân biệt đối xử. Anh tâm sự: "Tôi rời bỏ Sony là để tiến bộ hơn, với lại One Direction cũng đang thống trị cả thế giới đó thôi. Thật ra tôi rất tự hào về họ, nhưng tôi cũng hơi ích kỉ một chút. Tôi đã đề nghị Sony cho mình được tự lập và họ đã đồng ý". Một thời gian sau, anh lại nói rằng lý do mình rời bỏ hàng Sony là do sự bất đồng ý kiến giữa anh và Sony. Anh muốn "Starlight" trở thành single đầu tiên của mình chứ không phải "Run For Your Life", bởi vì "Starlight" là do chính anh sáng tác và anh rất thích nó.
Ngày 9 tháng 9 năm 2012, hãng đĩa So What, một nhánh của Silva Screen Music Group, đã công bố rằng album thứ hai của Matt - "The Fire", sẽ được phát hàng vào ngày 29 tháng 10 năm 2012 dưới sự hỗ trợ của họ. Ngày 11 tháng 9 năm 2012, single mở đường "It's Only Love" được phát hành online trên kênh Youtube của Matt. MV của single được phát hành vào ngày 3 tháng 10. Mặc dù được cho là single mở đường cho album, nhưng single này chỉ thật sự được bán khi album được ra mắt, thế nên single này không được xếp hạng trên các bảng xếp hạng single lúc nó được phát hành.